# Auf dem Weg in deine Welt
Auf dem Weg in deine Welt ist das 2007 erschienene vierte Album der Band Eisheilig.

## Titelliste
1. Wir leben – 4:52
2. Dein Stern – 4:26
3. Auf dem Weg in deine Welt – 3:59
4. Steht auf! – 4:09
5. Die dunkelste Stunde – 3:55
6. Ich halte dich – 3:46
7. Gold – 4:37
8. Kein Land in Sicht – 4:13
9. Wird alles gut – 5:30
10. Geh durchs Feuer – 4:27

## Stil
Unterschied sich bereits das dritte Album Elysium von den beiden ersten Werken, so wird mit Auf dem Weg in deine Welt nun ein gänzlich neuer Weg beschritten. Mit dem Wegfallen der düster-schwermütigen Melodien hat die Band dem Metal mit diesem Album den Rücken zugekehrt und tendiert nun musikalisch eher mehr zum Mainstream und Rockmusik der 1970er. Mit Liedern wie Ich halte dich oder Kein Land in Sicht finden sich nun verträumte Klänge und sanfte Melodien. Die religiösen und religionskritischen Aspekte der Texte werden nicht mehr wahrgenommen. Dafür lässt wird den Liedern nun eine Aufbruchsstimmung attestiert, worauf bereits Liedtitel wie Wir leben, Steht auf! oder Wird alles gut hindeuten.
Zu dem Stilwechsel äußerte sich die Band, dass auf Elysium „die finstere und schwermütige Seite von Eisheilig voll ausgekostet“ wurde und die Band „einfach Lust [hatte], eben auch der anderen Seite dieser Band mal Ausdruck zu verleihen“. Betont wurde auch, dass sich die Musik jetzt mehr an Rockmusik orientiere als das zu Beginn der Bandgeschichte noch der Fall war. Weiter hieß es, dass „das neue Album […] kein 2tes Elysium“ sei und trotzdem „unverkennbar Eisheilig [sei] und […] anderen Qualitäten“ habe, da es „die sanftere, tiefere Seite der Band“ beleuchte.